# Gare de Lucciana
La gare de Lucciana est une gare ferroviaire française de la  ligne de Bastia à Ajaccio (voie unique à écartement métrique), située sur le territoire de la commune de Lucciana, dans le département de la Haute-Corse et la Collectivité territoriale de Corse (CTC).
C'est une halte des Chemins de fer de la Corse (CFC), du « secteur périurbain de Bastia », desservie éventuellement, par des trains « grande ligne ». Arrêt facultatif (AF), il faut signaler sa présence au conducteur pour qu'il y ait un arrêt du train.

## Situation ferroviaire
Établie à 36 mètres d'altitude, la gare de Lucciana est établie au point kilométrique (PK) 18,3 de la ligne de Bastia à Ajaccio (voie unique à écartement métrique), entre les gare de Borgo (AF) et du Complexe sportif de Lucciana (AF).

## Service des voyageurs

### Accueil
Halte CFC, c'est un point d'arrêt non géré (PANG) à accès libre. Elle dispose d'un quai équipé d'un abri. C'est un arrêt facultatif (AF) : le train ne s'arrête que si la demande par signe de la main a été faite au conducteur.

## Dessertes
Lucciana est desservie (éventuellement : arrêt facultatif) par des trains CFC « grande ligne » de la relation Bastia - Ajaccio, ou Corte, et Bastia - Calvi. C'est également une halte du « Secteur périurbain de Bastia » desservie par des trains CFC de la relation Bastia - Casamozza.

### Intermodalité
Le stationnement des véhicules est possible à proximité.